# Титонія
Титонія (Tithonia) — рід квітучих рослин у трибі соняшникові (Heliantheae) з родини айстрових.

## Поширення
Титонія має центр розповсюдження в Мексиці, але один вид простягається на південний захід США, а декілька — вихідці з Центральної Америки. Два види, Tithonia diversifolia і Tithonia rotundifolia, інтродуковані в тропічних та субтропічних районах світу. 

## Використання
Tithonia rotundifolia за межами рідного регіону іноді вирощується як декоративна, свіжезрізана квітка приємна на вигляд; цвіте в середині-кінці літа в північній півкулі.

## Види
- Tithonia aristata Oerst.
- Tithonia brachypappa B.L.Rob.
- Tithonia calva Sch.Bip.
- Tithonia diversifolia (Hemsl.) A.Gray
- Tithonia fruticosa Canby & Rose
- Tithonia helianthoides Bernh.
- Tithonia heterophylla Griseb.
- Tithonia hondurensis La Duke
- Tithonia humilis (L.) Kuntze
- Tithonia koelzii McVaugh
- Tithonia longiradiata (Bertol.) S.F.Blake
- Tithonia macrophylla S.Watson
- Tithonia pedunculata Cronquist
- Tithonia pittieri (Greenm.) S.F.Blake
- Tithonia rotundifolia (Mill.) S.F.Blake
- Tithonia scaberrima Benth.
- Tithonia tagetiflora Desf.
- Tithonia tagetifolia Desf.
- Tithonia thurberi A.Gray
- Tithonia tubaeformis (Jacq.) Cass.
- Tithonia vilmoriniana Pamp.